# Муцин
Муци́ни (від лат. mucus — слиз) — загальна назва глікопротеїдів, що містять кислі полісахариди і що входять до складу секретів всіх слизових залоз. Слиз вкриває поверхню порожнистих органів травної, дихальної та репродуктивної систем ссавців, а також поверхню очей; у інших тварин слиз може вкривати й зовнішню поверхню шкіри чи покривів. Слизовий секрет завжди містить муцини. Це високомолекулярні глікопротеїди з молекулярною масою понад 200 кДа
.

## Особливості в різних органів
Склад слизу в різних органах відрізняється за видами муцинів. Основний муцин, який секретують келихоподібні клітини ока — MUC5AC, а аналогічні клітини тонкого кишечника — муцин-2 Інші види муцинів присутні в слизі різних органів, зокрема муцин-16 виділяється секреторними клітинами бронхів, ендометрію, яєчників, рогівки.
Входить із ферментами до шлункового соку. Слиз, який захищає стінки шлунка від дії соляної кислоти та подразнюючих речовин їжі.

## Різноманіття
Відомо щонайменше 17 генів, що відповідають за синтез муцинів у людини — MUC1, MUC2, MUC3A, MUC3B, MUC4, MUC5AC, MUC5B, MUC6, MUC7, MUC8, MUC12, MUC13, MUC15, MUC16, MUC17, MUC19 і MUC20.
Епітеліальні муцини поділяють на секреторні та трансмембранні. До трансмембранних муцинів належать MUC1, MUC3A, MUC3B, MUC4, MUC12, MUC13, MUC16, MUC17